# Niederrheinweg

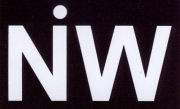
Wegzeichen des NiederrheinWeges

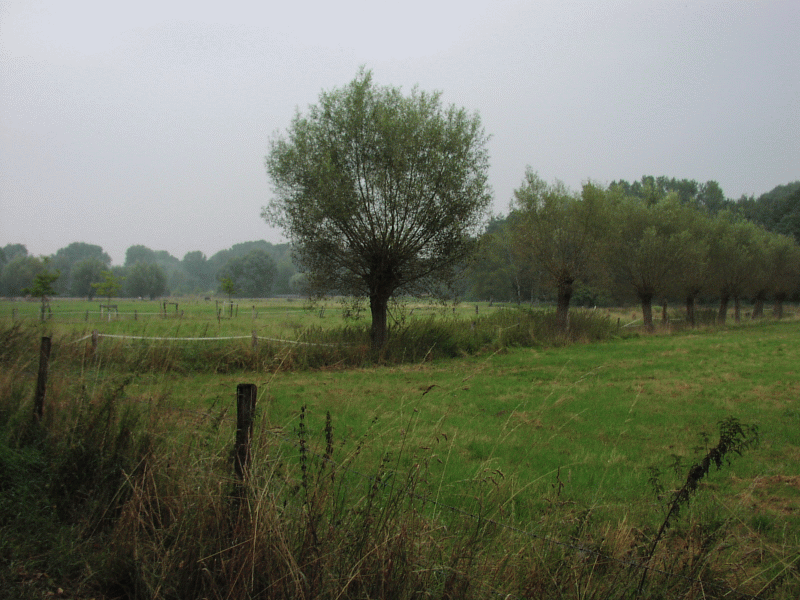
Niederrheinische Landschaft

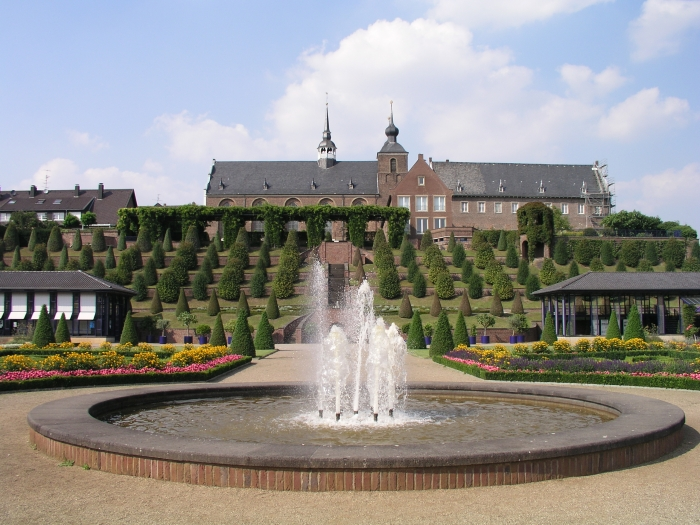
Terrassengarten des Klosters Kamp (Süd-Nord-Ansicht)

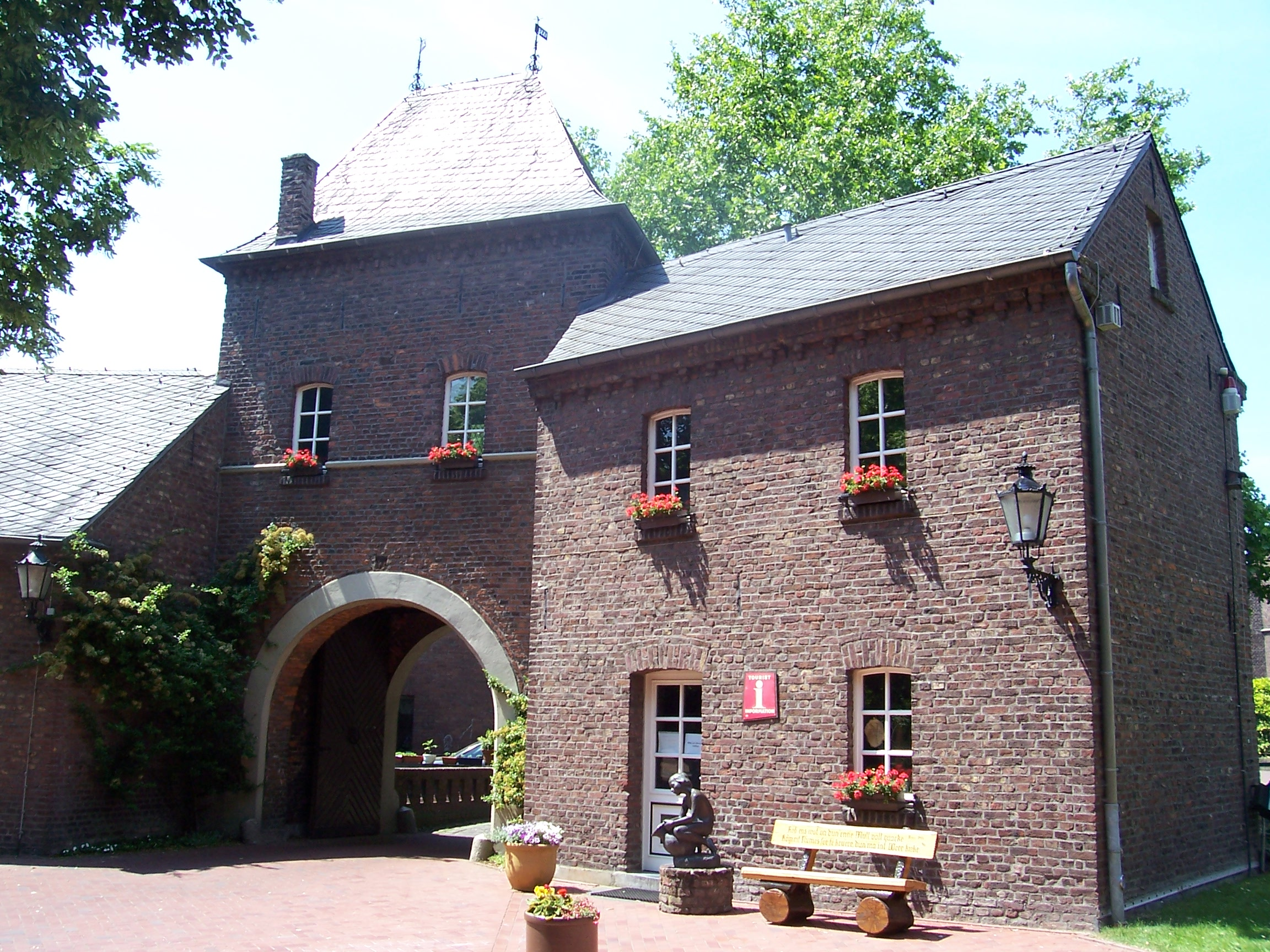
Heimatmuseum „His-Törchen“ in Issum

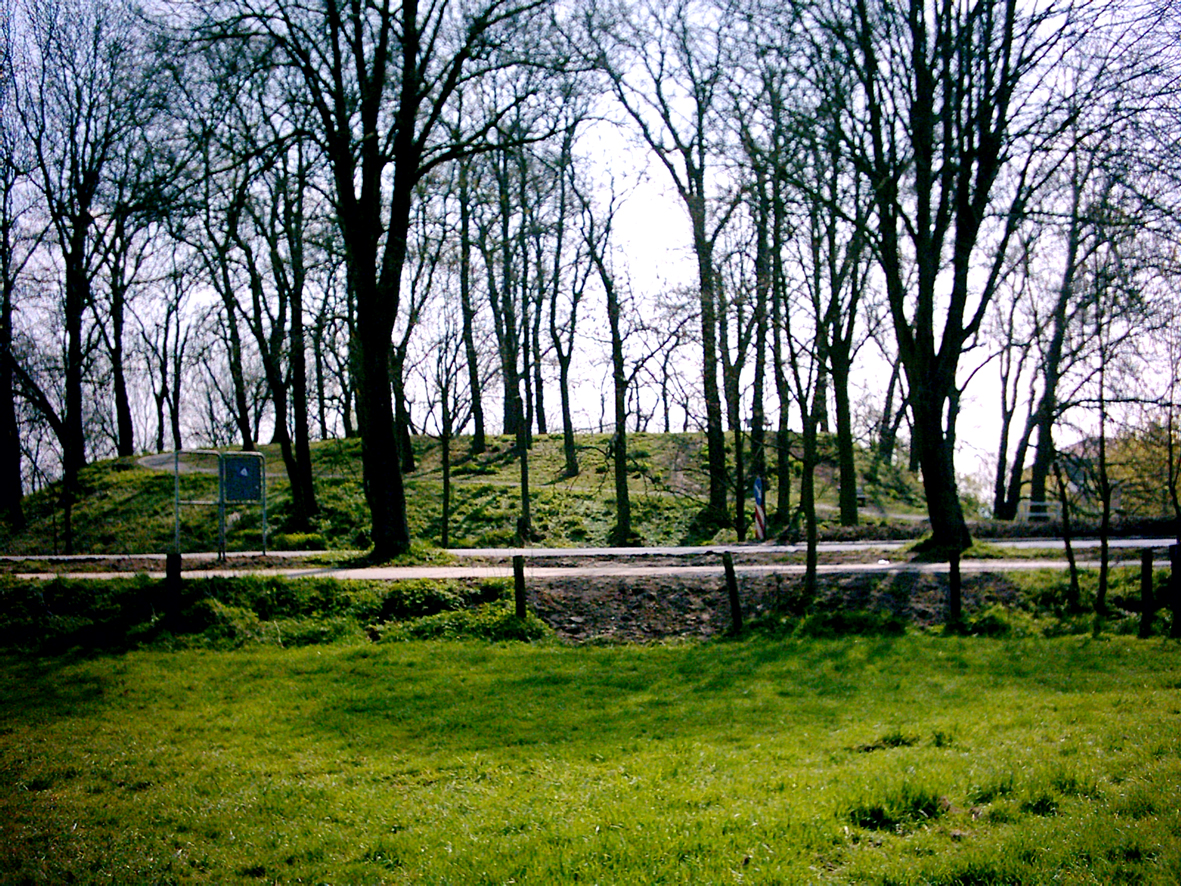
Mottenhügel an der Burgstraße in Alpen

Der NiederrheinWeg befindet sich in Nordrhein-Westfalen und ist ein 132 km langer regionaler Wanderweg am linken Niederrhein. Die Rundwanderstrecke entstand im Laufe der Jahre 2007 und 2008 durch die Initiative des Vereins der „Niederrheinischen Berg- und Wanderfreunde e.V.“ und wird auch durch ihn betreut.
Der Weg verläuft größtenteils im südlichen Teil des Kreises Wesel sowie in südöstlichen Randbereichen des Kreises Kleve. Auf landschaftlich abwechslungsreichen Wegen verbindet er die kreisangehörigen Städte und Gemeinden Moers, Neukirchen-Vluyn, Rheurdt, Kamp-Lintfort, Issum, Alpen und Rheinberg miteinander.

## Etappen und Weglängen
| Etappe                     | Weglänge |
| -------------------------- | -------- |
| Moers – Traar              | 13 km    |
| Traar – Neukirchen-Vluyn   | 14 km    |
| Neukirchen-Vluyn – Rheurdt | 14 km    |
| Rheurdt – Kamp-Lintfort    | 14 km    |
| Kamp-Lintfort – Issum      | 14 km    |
| Issum – Alpen              | 14 km    |
| Alpen – Rheinberg          | 12 km    |
| Rheinberg – Lohheider See  | 15 km    |
| Lohheider See – Moers      | 15 km    |

Am 21. April 2007 wurde vor dem Rheurdter Rathaus feierlich das erste Schild des Weges gesetzt. Im Rathaus befindet sich auch eine beleuchtbare Informationstafel, die auf Knopfdruck die wichtigsten Sehenswürdigkeiten entlang der Strecke zeigt.
Der NiederrheinWeg verläuft häufig parallel zu anderen Rad- und Wanderwegen, die den Niederrhein in unterschiedliche Richtungen durchqueren, und repräsentiert typische Landschaften des Niederrheins. Er führt z. B. über der eiszeitlichen Endmoränen  des Niederrheinischen Höhenzuges mit dem Hülser Berg, den Schaephuysener Höhen und den Oermter Berg. Von der Halde Eyller Berg aus in Kamp-Lintfort (Ortsteil Geisbruch) ist es nicht weit bis zum Kloster Kamp mit seinem restaurierten Terrassengarten. Mehrfach führt der Weg durch Donken, sowie durch das ausgedehnte Heide- und Waldgebiet „Die Leucht“. Er lädt ein zum Besuch des Heimatmuseums „His-Törchen“ in Issum und zeigt in Alpen, was eine Motte ist. Des Weiteren gibt er Einblick in die durch Kiesabbau entstandene künstliche Seenlandschaft nördlich von Rheinkamp sowie Ausblicke auf die durch den Steinkohlebergbau entstandene Pattberghalde und Halde Rheinpreußen in Moers, die Halde Norddeutschland in Neukirchen-Vluyn. Diese Abraumhalden wurden in den letzten beiden Jahrzehnten des 20. Jahrhunderts durch Kooperation des Bergwerksbetreibers RAG mit dem Regionalverband Ruhr (RVR) alle begrünt und zur Naherholung freigegeben.
Der NiederrheinWeg bildet einen wichtigen touristischen Baustein für den zurzeit entstehenden Landschaftspark Niederrhein, geht aber auch über dessen Gebiet hinaus.

## Wanderkarte
- Niederrhein Nord, Reichswald, Gocher Heide, Wander- und Radkarte 752, (1:50.000). Kompass-Karte, Innsbruck 2002, 2005, 2.2008 (Neuauflage). ISBN 3-85491-661-2